# Karel Bětík
Karel Bětík (* 28. října 1978 v Košicích) je bývalý český hokejový obránce.

## Rodina
Jeho rodiče se přestěhovali z Gottwaldova (dnes Zlín) do Košic, otec Karel Bětík hrával házenou a matka Olga Bětíková roz.Hradecká košíkovou.

## Hráčská kariéra
Svou hokejovou kariéru začal v Karviné, poté v českém klubu HC Vítkovice, za které hrál až do juniorské kategorie. V roce 1996 byl draftován v CHL klubem Kelowna Rockets, hrající v kanadské juniorské lize Western Hockey League. V klubu působil dva roky. Během tohoto období byl v roce 1997 znovu draftován, v draftu NHL si ho vybral klub Tampa Bay Lightning v pátém kole ze 112. místa. V období 1998/99 debutoval v nejprestižnější hokejové lize National Hockey League. Ve třech utkání zaznamenal dvě asistence. Převážně hrával na farmě Lightning, za Cleveland Lumberjacks hrající v lize IHL nastřádal v 74 zápasech 16 kanadských bodů, včetně pěti branek. Následující sezónu nastupoval za tým Storm Toledo v ECHL, ale sezónu dokončil v týmu Detroit Vipers (IHL). V závěru sezóny 1999/2000 byl povolán z Storm Toledo do hlavního kádru Lightning, kvůli zdravotním problémům krajana Petra Svobody. Za klub však nenastoupil. Sezónu 2000/01 strávil v klubu Bakersfield Condors, který hrál ligu West Coast Hockey League. V období 2001–2003 hrával v nižších amerických ligách, vystřídal kluby B.C. Icemen, Flint Generals a Rockford IceHogs, všechny tři kluby hrají soutěž UHL. Závěr kariéry strávil v kanadském klubu Saint-François de Sherbrooke z Ligue Nord-Americaine de Hockey, v roce 2005 ukončil hráčskou kariéru ve věku 26 let, ze zdravotních důvodů

## Prvenství
- Debut v NHL - 15. února 1999 (New York Islanders proti Tampa Bay Lightning)
- První asistence v NHL - 15. února 1999 (New York Islanders proti Tampa Bay Lightning)

## Klubová statistika
| Sezóna       | Klub                      | Soutěž       |     | Základní část | Základní část | Základní část | Základní část | Základní část |   | Play off | Play off | Play off | Play off | Play off |
| Sezóna       | Klub                      | Soutěž       | Z   | G             | A             | B             | TM            | Z             | G | A        | B        | TM       |          |          |
| 1995/1996    | HC Vítkovice 20           | ČHL-20       | 48  | 3             | 12            | 15            | 88            | —             | — | —        | —        | —        |          |          |
| 1996/1997    | Kelowna Rockets           | WHL          | 56  | 3             | 10            | 13            | 76            | 6             | 1 | 1        | 2        | 2        |          |          |
| 1997/1998    | Kelowna Rockets           | WHL          | 61  | 5             | 25            | 30            | 121           | 7             | 1 | 2        | 3        | 8        |          |          |
| 1998/1999    | Tampa Bay Lightning       | NHL          | 3   | 0             | 2             | 2             | 2             | —             | — | —        | —        | —        |          |          |
| 1998/1999    | Cleveland Lumberjacks     | IHL          | 74  | 5             | 11            | 16            | 97            | —             | — | —        | —        | —        |          |          |
| 1999/2000    | Detroit Vipers            | IHL          | 17  | 0             | 0             | 0             | 22            | —             | — | —        | —        | —        |          |          |
| 1999/2000    | Toledo Storm              | ECHL         | 22  | 0             | 7             | 7             | 42            | —             | — | —        | —        | —        |          |          |
| 2000/2001    | Bakersfield Condors       | WCHL         | 62  | 3             | 18            | 21            | 105           | 3             | 0 | 1        | 1        | 10       |          |          |
| 2001/2002    | B.C. Icemen               | UHL          | 70  | 7             | 26            | 33            | 74            | 8             | 0 | 2        | 2        | 15       |          |          |
| 2002/2003    | Flint Generals            | UHL          | 56  | 5             | 11            | 16            | 51            | —             | — | —        | —        | —        |          |          |
| 2002/2003    | Rockford IceHogs          | UHL          | 10  | 1             | 2             | 3             | 8             | 3             | 0 | 0        | 0        | 4        |          |          |
| 2003/2004    | Sherbrooke Saint-François | QSPHL        | 50  | 5             | 20            | 25            | 54            | 10            | 0 | 1        | 1        | 8        |          |          |
| 2004/2005    | Sherbrooke Saint-François | LNAH         | 50  | 2             | 9             | 11            | 34            | —             | — | —        | —        | —        |          |          |
| Celkem v NHL | Celkem v NHL              | Celkem v NHL | 3   | 0             | 2             | 2             | 2             | —             | — | —        | —        | —        |          |          |
| Celkem v IHL | Celkem v IHL              | Celkem v IHL | 91  | 5             | 11            | 16            | 119           | —             | — | —        | —        | —        |          |          |
| Celkem v UHL | Celkem v UHL              | Celkem v UHL | 136 | 13            | 39            | 52            | 133           | 11            | 0 | 2        | 2        | 19       |          |          |
| Celkem v WHL | Celkem v WHL              | Celkem v WHL | 117 | 8             | 35            | 43            | 197           | 13            | 2 | 5        | 7        | 10       |          |          |